# Gournay-sur-Aronde
Gournay-sur-Aronde é uma comuna francesa na região administrativa de Altos da França, no departamento de Oise. Estende-se por uma área de 14,71 km². Em 2010 a comuna tinha 576 habitantes (densidade: 39,2 hab./km²).